# Noctua nigribasalis
Noctua nigribasalis là một loài bướm đêm trong họ Noctuidae.